# 라니 케디라
라니 케디라(독일어: Rani Khedira, 1994년 1월 27일 ~ )는 독일의 축구 선수로 포지션은 미드필더이다. 현재는 푸스발-분데스리가 1. FC 우니온 베를린 소속으로 뛰고 있다. 그의 형은 독일의 은퇴한 축구 선수인 사미 케디라이며 튀니지인 아버지와 독일인 어머니 사이에서 태어났다.
2012년 1월 28일 VfB 슈투트가르트 II와 로트바이스 에르푸르트의 3. 리가 경기에서 데뷔했다. 2011년 멕시코에서 열린 FIFA U-17 월드컵에서 독일 대표팀에 참가했다.